# 大理石紋螯蝦
大理石紋螯蝦（德語：Marmorkrebs；英語：Marbled crayfish）是一種單性生殖的淡水龍蝦，於1995年首次在德國的水族飼養界發現。該品種與遍布美國佛羅里達州的英語：，羅馬化：Procambarus fallax相近。目前並無已知的大理石紋螯蝦自然棲地。根據其中一名初始販售者的說法，大理石紋螯蝦的原本來源是「完全就是令人困惑且不可靠」（totally confusing and unreliable）。這種螯蝦被發現至今仍不到30年，但已成為歐洲與馬達加斯加等地的淡水水域隨處都能見到的入侵種。

## 模式生物
大理石紋螯蝦是唯一已知只能由孤雌生殖繁殖的十足目甲殼綱動物。所有的個體都是雌性，後代在遺傳上與母體相同。大理石紋螯蝦為DNA三倍體動物，這可能是其為孤雌生殖繁殖的主要原因。大理石紋螯蝦因此成為多倍體形態的模型。
因為大理石紋螯蝦在遺傳上是相同的，易於照顧，並且繁殖速度很快，所以它們是潛在的模式生物，特別是用於研究發育生物學。然而，相比其他研究生物而言較長的發育時間（幾個月）是一個主要的缺點。
2018年，基因組測序為後續研究提供了重要基礎。

## 入侵物種
大理石紋螯蝦引起了人們的關注，成為一種潛在的入侵物種因為只需要一個個體就可以建立一個新的種群，而且他們可以以很高的比例複製。此後，它們被引入三大洲的自然生態系統。 它們在以下國家在野外被發現：

| - 克羅埃西亞 - 捷克 - 德國 | - 匈牙利 - 義大利 - 日本 | - 馬達加斯加 - 荷蘭 - 羅馬尼亞 | - 斯洛伐克 - 瑞典 - 烏克蘭 - 臺灣 - 澳門 |

出現原因可能是被野放或逃離水族館。大理石紋螯蝦是國際寵物貿易中分佈最廣泛的小龍蝦種類之一。
雖然歐洲野生大理石紋螯蝦的初步報告只包括幾個獨立研究，但通報發現大理石紋螯蝦種群的歐洲國家數量正在增加。 歐盟制定了“全面禁止這些物種（包括野生大理石紋螯蝦）的擁有，貿易，運輸，生產和釋放”。
馬達加斯加首都食品市場中發現這種螯蝦，引起地方當局的關注。
儘管北美在野外沒有發現大理石紋螯蝦種群，但它們在北美寵物貿易中廣泛分佈在愛好者中。 由於擔心引入可能造成的損害，密蘇里州和田納西州全面禁止這些物種（包括野生大理石紋螯蝦）的擁有，貿易，運輸，生產和釋放”。

## 外部連結
- Marmorkrebs.org（页面存档备份，存于）
- . Invasive Species Compendium. CAB International.